# Кальтхоф
Кальтхоф (нем. Kalthof) — предместье, с 1905 — часть Кёнигсберга. Соответствует посёлку Рижское в городской черте Калининграда.

## Этимология
Название поселка восходит к прусскому корню kalt — ковать, работать по металлу.

## История
Кальтхоф основан в орденское время, как хозяйственный двор (форверк) комтура. Задачей Кальтхофа было снабжение продовольствием замка и прилегающих поселений. В 1416 году была основана медная мельница (всего их в Кальтхофе было две).
При секуляризации Кальтхоф перешёл в герцогский домен, а в 1670 году был передан вместе с Лавскеном и Шпиттельхофом в залог Иоганну фон Хилле, коменданту форта Фридрихсбург, за выделенные им полку 24 000 талеров.
Фридрих Вильгельм I в 1717 году учредил на принадлежавшем Кальтхофу поле старейший в Пруссии армейский полигон «плац Девау». В 1817 году Кальтхоф был продан в частные руки без плаца. Последним его владельцем был Бертольд Клейст (1848—1932), продавший предместье городу в 1905 году. На тот момент население Кальтхофа составляло 2020 человек. В честь последнего владельца усадебный парк получил название Клейст-парк.
В XIX веке западный Кальтхоф, пустое пространство между поселением и крепостным обводом города, было выбрано кёнигсбергскими религиозными общинами под кладбища. Всего их насчитывалось 14: пять — по правую сторону Лабиау-штрассе (улица Юрия Гагарина) и девять — по левую (в том числе иудейское).
Кальтхоф в XIX — начале XX веков продолжал оставаться промышленным и военным районом. Здесь располагались Восточногерманская хлебная фабрика и компания Гебеля по производству орга́нов, выросшая из фирмы Макса Терлецки. В казармах Кальтхофа с 1889 года был расквартированы сапёрный батальон князя Радзивилла, а с 1893 года — Замландский сапёрный батальон. Восточнее деревни находились строевой плац, стрельбища, радиостанция и учебный полигон.
Кёнигсбергская конно-трамвайная компания открыла с 1897 года линию конки в Кальтхоф. После того, как Имперский верховный суд в 1902 году обязал компанию передать магистрату все линии внутри вального укрепления, пассажирам приходилось делать пересадку у Королевских ворот. В 1909 году после четырёхлетней тяжбы, имущество фирмы было выкуплено городом за миллион марок.
С включением Кальтхофа в 1905 году в состав города здесь развернулось оживленное жилищное строительство. Ещё раньше, в 1899 году, Бертольд Клейст выделил участок земли под церковь, а в 1901 году пожертвовал на её строительство 70 000 марок. В 1905 году церковь была заложена, а в 1907 — завершена. Архитектор — Карл Зибольд, — выстроил её в неоготическом стиле. По просьбе Клейста она получила название Кирха памяти императора Фридриха в Кальтхофе. Приход отделился от Альтроссгартенской церкви в 1924 году.
В Кальтхофе действовала смешанная (для мальчиков и девочек) народная школа — Фальк-шуле.

## Географическое положение
Кальтхоф располагался за вальным укреплением, северо-восточнее Закхайма. С востока ограничен аэропортом Девау, с северо-запада — ипподромом. Из Кёнигсберга в Кальтхоф через Королевские ворота вела Лабиау-штрассе (бывшая Королевская Аллея, ныне — улица Гагарина).